# Луната, обгръщаща слънцето
„Луната, обгръщаща слънцето“ (на корейски: 해를 품은 달; на английски: Moon Embracing the Sun) е южнокорейски сериал, който се излъчва от 4 януари до 15 март 2012 г. по MBC.

## Сюжет
Тринадесетгодишната Хо Йон У, дъщеря на високопоставен служител, придружава майка си до кралския дворец, за да присъства на поздравителната церемония по случай изпита за държавна служба на брат си Хо Йом. Случайно тя попада на престолонаследника И Хуон. Двамата се влюбват и Йон У е избрана за принцесата на Чосон.
Но преди да успеят да се оженят, вдовстващата кралица тайно заповядва да убият Йон У, за да постави Юн Бо Кьонг, дъщерята на влиятелно семейство, като принцеса, осигурявайки по този начин повече власт за себе си. Тя нарежда на главния шаман да хвърли заклинание върху Йон У, за да я покоси с неизвестна болест. След като умира, Йон У е възкресена от гроба си, но губи спомените си. Всички я смятат за мъртва, включително престолонаследникът И Хуон, който отказва да обича друга.
Осем години по-късно Йон У се завръща като шаман с името Уол (което означава луна). Поразен от приликата ѝ с мъртвата му любима, младият крал започва да разследва смъртта на Йон У. Но той трябва да се бори с времето, защото могъщият политически клан на кралицата иска отстраняването му от власт.

## Актьори
- Ким Су-хьон – Престолонаследник / крал И Хуон / крал Теджонг[1]
- Хан Га-ин – Хо Йон-у / Шаман Уол
- Чонг Ир-у – Принц Янг-мьонг[2]
- Ким Мин-со – Юн Бо-кьонг